# Алькала-де-ла-Сельва
Алькала-де-ла-Сельва (ісп. Alcalá de la Selva) — муніципалітет в Іспанії, у складі автономної спільноти Арагон, у провінції Теруель. Населення — 513 осіб (2010).
Муніципалітет розташований на відстані близько 250 км на схід від Мадрида, 32 км на схід від міста Теруель.
На території муніципалітету розташовані такі населені пункти: (дані про населення за 2010 рік)
- Алькала-де-ла-Сельва: 396 осіб
- Ла-Вірхен-де-ла-Вега: 117 осіб

## Демографія
Динаміка населення (INE ):

## Галерея зображень

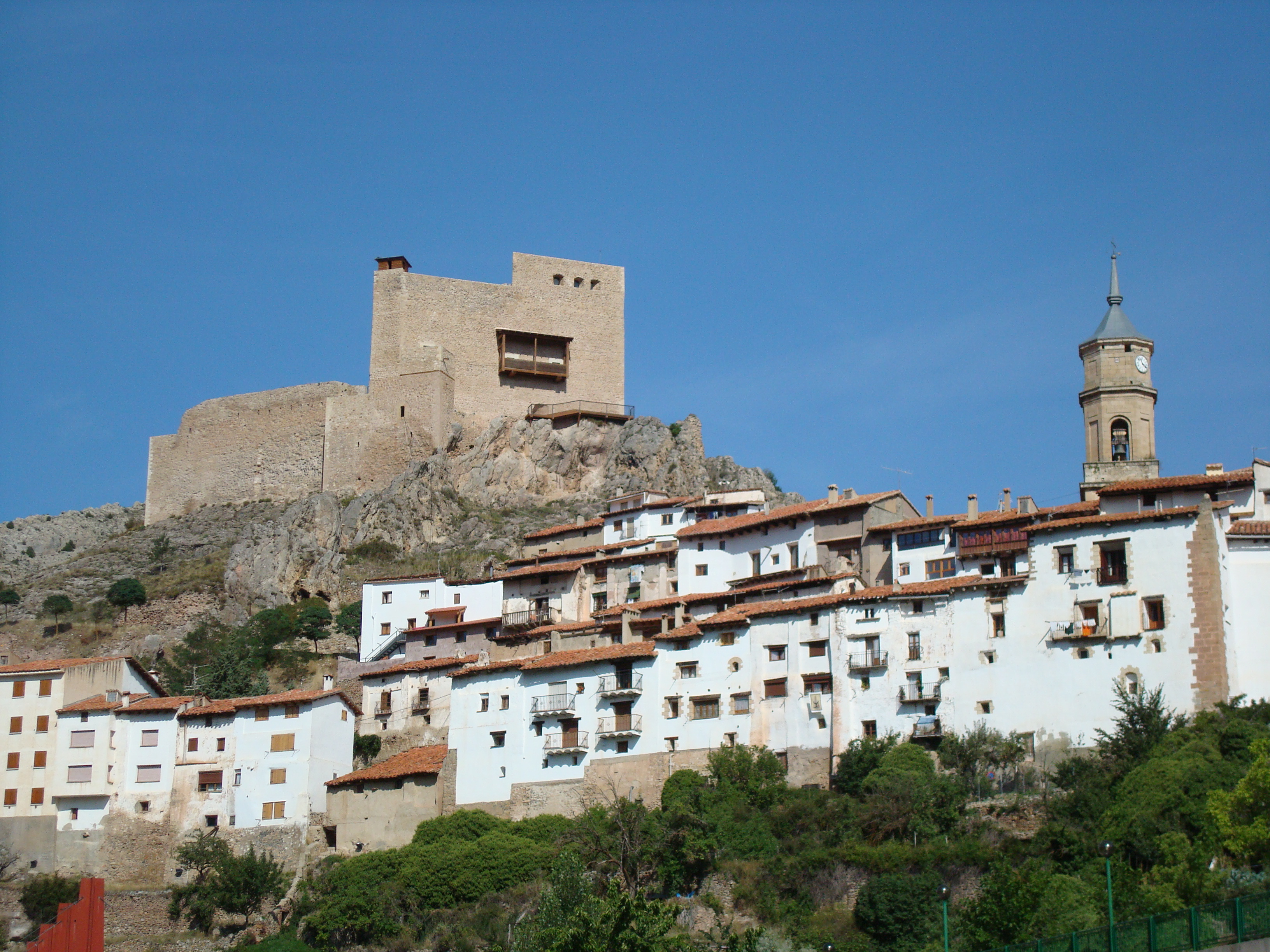
Панорама міста Алькала-де-ла-Сельва